# Stay the Night (Zedd)
Stay the Night è un singolo del DJ tedesco Zedd, pubblicato il 23 settembre 2013 in promozione della Deluxe Edition del suo album di debutto, Clarity. Il brano vede la collaborazione di Hayley Williams, cantante del gruppo musicale rock statunitense Paramore. Il 5 novembre è stato pubblicato l'EP Stay the Night - The Remixes, contenente tre versioni diverse e cinque remix del brano.

## Il brano
Il testo, cantato interamente da Hayley Williams, parla di una coppia che si sta per lasciare ma che vuole comunque passare un'ultima sera insieme. In particolare, Williams ha detto: 
(Hayley Williams a MTV)
Inizialmente scettica alla proposta di collaborare al brano, Hayley Williams ha deciso di parteciparvi scrivendone il testo e cantandolo solo dopo aver ascoltato la demo mandatale da Zedd.

## Video musicale
Il video, pubblicato il 23 settembre 2013 e diretto da Daniel "Cloud" Campos y Jessica Lee Keller (che già in passato ha collaborato con Williams per il video di Now dei Paramore), alterna scene di Hayley Williams che canta ad altre dove Zedd suona un pianoforte ed altre dove due ballerini impersonano la coppia di cui si parla nella canzone. Parlando del video Zedd ha detto:
(Zedd a Rolling Stone)
L'8 gennaio 2014 è stato pubblicato il video ufficiale della versione acustica del brano, realizzata sempre insieme a Hayley Williams per l'EP di Zedd iTunes Session, pubblicato il 19 novembre 2013.

## Tracce
Singolo digitale
1. Stay the Night – 3:37

EP digitale
1. Stay the Night (Nicky Romero Remix) – 5:06
2. Stay the Night (Tiësto Remix) – 5:22
3. Stay the Night (DJ Snake Remix) – 6:40
4. Stay the Night (Henry Fong Remix) – 5:37
5. Stay the Night (Schoolboy Remix) – 4:08

## Classifiche
| Classifica (2013)              | Posizione massima |
| ------------------------------ | ----------------- |
| Australia                      | 11                |
| Canada                         | 20                |
| Nuova Zelanda                  | 20                |
| Stati Uniti                    | 18                |
| Stati Uniti (dance club)       | 1                 |
| Stati Uniti (dance electronic) | 2                 |
| Stati Uniti (adult pop)        | 23                |
| Stati Uniti (pop)              | 6                 |
| Stati Uniti (digital)          | 16                |
| Stati Uniti (dance digital)    | 4                 |
| Stati Uniti (radio)            | 10                |
| Classifica (2014)              | Posizione massima |
| Austria                        | 24                |
| Finlandia                      | 15                |
| Germania                       | 15                |
| Irlanda                        | 8                 |
| Italia                         | 13                |
| Norvegia                       | 19                |
| Portogallo                     | 19                |
| Regno Unito                    | 2                 |
| Regno Unito (dance)            | 2                 |
| Regno Unito (download)         | 2                 |
| Scozia                         | 1                 |
| Svezia                         | 47                |
| Svizzera                       | 56                |

| Classifica di fine anno (2013) | Posizione |
| ------------------------------ | --------- |
| Australia (dance)              | 21        |
| Stati Uniti (dance electronic) | 22        |